# Pont-Croix

Pont-Croix este o comună în departamentul Finistère, Franța. În 1 ianuarie 2022 avea o populație de 1.635 de locuitori.